# The Tremeloes
The Tremeloes sind eine britische Popband, die vor allem in den 1960er Jahren große Erfolge hatte.

## Bandgeschichte
Gegründet wurden The Tremeloes Ende der 1950er Jahre als Begleitband von Brian Poole. Die ursprünglichen Mitglieder waren Pooles Schulkameraden Alan Blakely, Ricky West, David Munden und Alan Howard. In dieser Zusammensetzung hatten die Musiker von 1962 bis 1965 als ‚Brian Poole & the Tremeloes‘ zahlreiche Hits, unter anderem den Nummer-eins-Hit Do You Love Me, Twist and Shout und Someone Someone. Allerdings war die Band fast ausschließlich im heimatlichen Großbritannien erfolgreich.
Nach dem Weggang von Brian Poole kam Chip Hawkes als neuer Sänger dazu und die Gruppe machte unter dem Namen ‚The Tremeloes‘ weiter. Mit einem nicht mehr so rockigen, dafür etwas melodiöseren Stil konnte sie dabei sofort an ihre frühen Erfolge anknüpfen. Der Cat-Stevens-Song Here Comes My Baby war nicht nur ein europaweiter Erfolg, zum ersten Mal konnte sie damit auch in den USA landen.
Ihr größter und bis heute bekanntester Hit ist Silence Is Golden. Das Lied war ursprünglich eine B-Seite der Four Seasons, aber in der Version der Tremeloes war es ein Nummer-eins-Hit in Großbritannien, ein Top-10-Hit in Deutschland und Österreich, aber auch Platz elf in den US-Charts.

The Tremeloes –
(Call Me) Number One

Mit Hits wie Even the Bad Times Are Good, My Little Lady, (Call Me) Number One (ein Nummer-zwei-Hit) und Me and My Life waren die Musiker in der zweiten Hälfte der 1960er Jahre ständige Gäste in den Top 10 der UK-Charts. Dabei griffen insbesondere Blakely und Hawkes immer öfter zur Feder und schrieben sich ihre Hits selbst. Die letztgenannten zwei Top-10-Hits stammten von den Bandmitgliedern Blakely/Hawkes, allesamt produziert von Mike Smith. Abgeleitet aus dem italienischen Originalsong Non illuderti mai (Orietta Berti vom Mai 1968) schrieben sie zur Melodie von Mario Panzeri/Lorenzo Pilat den englischen Text mit dem Titel My Little Lady, der im September 1968 erschien und bis auf Platz 6 vordrang.
Mit (Call Me) Number One vom Oktober 1969 wäre ihnen beinahe mit einem Rang zwei der Sprung zur Nummer eins gelungen. Me and My Life vom August 1970 erreichte einen vierten Platz in den britischen Charts. Mit diesen Titeln gelang den Tremeloes erfolgreich die Platzierung als Vertreter des melodiösen Beat. Das Album Master sollte den Erfolg der Single Me and My Life zementieren. Master wurde ohne Zustimmung der Tremeloes von deren Plattenfirma herausgebracht, wobei einige unfertige Titel von fremden Musikern fertiggestellt wurden, was die Tremeloes dermaßen erzürnte, dass sie sich in Interviews zu Aussagen hinreißen ließen, ihre bisherige Musik sei Musik für Schwachsinnige und erst jetzt würden sie anspruchsvolle Musik machen. Leider folgten viele Fans diesem Wandel nicht.
Die Nachfolgesingle Right Wheel, Left Hammer, Sham floppte und die 1971 erschienene Single Hello Buddy markierte ihren endgültigen Abschied aus der englischen Hitparade. Ein Werk für die Schublade blieb auch ihre LP May Morning, die die Begleitmusik für einen Jane-Birkin-Film liefern sollte. Die Songs wurden fertiggestellt, doch nie auf Platte veröffentlicht.
Mit dem zwischenzeitlichen Ausscheiden von West (1972; ersetzt durch Bob Benham von der englischen Gruppe „Jumbo“), dem Karriereende von Hawkes nach Autounfall (1974) und dem Abschied von Blakely im Januar 1975 war die Zeit der ursprünglichen Tremeloes nach einer vorhergehenden Veröffentlichung der LP Shiner und der Singles Good Time Band sowie einer Neuauflage von Someone, Someone im Jahr 1975 vorbei. 1976 brachte die Band rund um Dave Munden und Bob Benham noch die LP Don’t Let the Music Die heraus. Angedacht war, diese LP unter dem Namen ‚Space‘ rauszubringen, um zu suggerieren, dass hier eine völlig neue Band am Werk sei, doch letztlich wurde dieser Gedanke verworfen. Die Single Be Boppin’ Boogie / Ascot Cowboys ergänzte diese LP, die bis 1992 das letzte Werk der Tremeloes sein sollte.
Als Oldie-Band touren The Tremeloes noch heute, zum Teil mit Unterstützung von Brian Poole.
Alan Blakely verstarb am 1. Juni 1996 im Alter von 54 Jahren.
Dave Munden war bis zu seinem gesundheitsbedingten Ausscheiden im Jahr 2018 mit der Band unterwegs. Er starb 76-jährig am 15. Oktober 2020.

## Diskografie

### Alben
| Jahr | Titel Musiklabel                                                              | Höchstplatzierung, Gesamtwochen, AuszeichnungChartplatzierungen (Jahr, Titel, Musiklabel, Platzierungen, Wochen, Auszeichnungen, Anmerkungen) | Höchstplatzierung, Gesamtwochen, AuszeichnungChartplatzierungen (Jahr, Titel, Musiklabel, Platzierungen, Wochen, Auszeichnungen, Anmerkungen) | Höchstplatzierung, Gesamtwochen, AuszeichnungChartplatzierungen (Jahr, Titel, Musiklabel, Platzierungen, Wochen, Auszeichnungen, Anmerkungen) | Höchstplatzierung, Gesamtwochen, AuszeichnungChartplatzierungen (Jahr, Titel, Musiklabel, Platzierungen, Wochen, Auszeichnungen, Anmerkungen) | Höchstplatzierung, Gesamtwochen, AuszeichnungChartplatzierungen (Jahr, Titel, Musiklabel, Platzierungen, Wochen, Auszeichnungen, Anmerkungen) | Anmerkungen                                               |
| Jahr | Titel Musiklabel                                                              | DE | AT | CH | UK | US | Anmerkungen                                               |
| ---- | ----------------------------------------------------------------------------- | --- | --- | --- | --- | --- | --------------------------------------------------------- |
| 1967 | Here Come the Tremeloes (UK) / Here Comes My Baby (US) CBS 63017 / Epic 26310 | — | — | — | UK15 (7 Wo.)UK | US119 (8 Wo.)US | Erstveröffentlichung: Mai 1967 Produzent: Mike Smith      |
| 1969 | My Little Lady CBS 63484                                                      | DE34 (2 Wo.)DE | — | — | — | — | Erstveröffentlichung: Dezember 1968 Produzent: Mike Smith |

grau schraffiert: keine Chartdaten aus diesem Jahr verfügbar
Weitere Alben
- 1963: Big Hits of ’62 (Brian Poole & the Tremeloes; London 501)
- 1963: Twist and Shout (Brian Poole & the Tremeloes; Decca 4550)
- 1965: It’s About Time (Brian Poole & the Tremeloes; Decca 4685)
- 1965: Brian Poole Is Here! (Brian Poole & the Tremeloes; Audio Fidelity 2151)
- 1967: Alan, Dave, Rick and Chip (CBS 63138)
- 1967: Even the Bad Times Are Good / Silence Is Golden (Epic 26326)
- 1968: Suddenly You Love Me (Epic 26363)
- 1968: World Explosion! (Epic 26388)
- 1969: Live in Cabaret (Livealbum; CBS 63547)
- 1970: Master (CBS 64242)
- 1974: Shiner (DJM Records 441 / Bellaphon 19189)
- 1975: Don’t Let the Music Die (DJM Records 447 / Bellaphon 19215)
- 1996: The Tremeloes (Flute International 2020)
- 2000: May Morning (Castle Music 025)
- 2004: BBC Sessions (2 CDs; Castle Music 939)

### Kompilationen
- 1970: Greatest Hits (CBS 64206)
- 1973: Reach Out for the Tremeloes (Embassy 31031)
- 1974: Do You Love Me (Brian Poole & the Tremeloes; Decca 829)
- 1975: The Best Of (Brian Poole & the Tremeloes; Bellaphon 15121)
- 1977: Remembering … Brian Poole and the Tremeloes (Brian Poole & the Tremeloes; Decca REM 5)
- 1981: Greatest Hits (Pickwick 3097)
- 1982: Twist and Shout (Brian Poole & the Tremeloes; Decca TAB 42)
- 1983: As It Happened (CBS 25360)
- 1983: Hits of Yesterday (CBS 91776)
- 1984: The Tremeloes (Scoop 33 5034)
- 1985: Golden Highlights (CBS 54723)
- 1985: Silence Is Golden (Meteor 002)
- 1988: Silence Is Golden / The Tremeloes (LaserLight Digital 15067)
- 1989: All the Best & Rarities (CTE GmbH 885809-906)
- 1990: The Tremeloes: The Complete Collection / The Ultimate Collection (Castle Communications 002)
- 1990: The Best of the Tremeloes (Rhino 70528)
- 1995: Silence Is Golden (K-tel Entertainment (UK) 3108)
- 1997: The Very Best of the Tremeloes (2 CDs; Snapper Music 192)
- 1997: Tremendous Hits (Music Club 303)
- 1998: The Definitive Collection (2 CDs; Castle Communications 827)
- 1999: Good Day Sunshine: Singles A’s & B’s (2 CDs; Sequel 337)
- 2000: Here Come the Tremeloes: The Complete 1967 Sessions (2 CDs; Sequel 468)
- 2000: Suddenly You Love Me: The Complete 1968 Sessions (2 CDs; Sequel 469)
- 2002: Good Times: The Ultimate Collection (2 CDs; Sequel 478)
- 2002: The Very Best of the Tremeloes (2 CDs; Sanctuary 06076-11602)
- 2003: What a State I’m In (Castle Music 637)
- 2004: Here Comes My Baby: The Ultimate Collection (3 CDs; Sanctuary 139)
- 2006: Silence Is Golden: The Very Best of the Tremeloes (Castle Music 1357)
- 2013: Live at the BBC 1964–67 (Brian Poole & the Tremeloes; BGO Records 1100)

### Singles
| Jahr | Titel Album                                         | Höchstplatzierung, Gesamtwochen, AuszeichnungChartplatzierungen (Jahr, Titel, Album, Platzierungen, Wochen, Auszeichnungen, Anmerkungen) | Höchstplatzierung, Gesamtwochen, AuszeichnungChartplatzierungen (Jahr, Titel, Album, Platzierungen, Wochen, Auszeichnungen, Anmerkungen) | Höchstplatzierung, Gesamtwochen, AuszeichnungChartplatzierungen (Jahr, Titel, Album, Platzierungen, Wochen, Auszeichnungen, Anmerkungen) | Höchstplatzierung, Gesamtwochen, AuszeichnungChartplatzierungen (Jahr, Titel, Album, Platzierungen, Wochen, Auszeichnungen, Anmerkungen) | Höchstplatzierung, Gesamtwochen, AuszeichnungChartplatzierungen (Jahr, Titel, Album, Platzierungen, Wochen, Auszeichnungen, Anmerkungen) | Anmerkungen |
| Jahr | Titel Album                                         | DE | AT | CH | UK | US | Anmerkungen |
| ---- | --------------------------------------------------- | --- | --- | --- | --- | --- | --- |
| 1963 | Twist and Shout                                     | DE10 (28 Wo.)DE | — | — | UK4 (14 Wo.)UK | — | Erstveröffentlichung: Juni 1963 Brian Poole and the Tremeloes Autoren: Bert Russel, Phil Medley Original: The Top Notes, 1961                                                           |
| 1963 | Do You Love Me?                                     | — | — | — | UK1 (14 Wo.)UK | — | Erstveröffentlichung: 6. September 1963 Brian Poole and the Tremeloes Autor: Berry Gordy Original: The Contours, 1962                                                                   |
| 1963 | I Can Dance                                         | — | — | — | UK31 (8 Wo.)UK | — | Erstveröffentlichung: 22. November 1963 Brian Poole and the Tremeloes Autor: John Jeeves                                                                                                |
| 1964 | Candy Man                                           | — | — | — | UK6 (13 Wo.)UK | — | Erstveröffentlichung: 24. Januar 1964 Brian Poole and the Tremeloes Autoren: Fred Neil, Beverly Ross Original: Steve Lawrence, 1959                                                     |
| 1964 | Someone, Someone It’s About Time                    | — | — | — | UK2 (17 Wo.)UK | US97 (2 Wo.)US | Erstveröffentlichung: 1. Mai 1964 Brian Poole and the Tremeloes Autoren: Edwin Greines, Norman Petty Original: The Crickets, 1960                                                       |
| 1964 | Twelve Steps to Love                                | — | — | — | UK32 (7 Wo.)UK | — | Erstveröffentlichung: 14. August 1964 Brian Poole and the Tremeloes Autoren: Gary Hart, John Carson, John Marascalco Original: The Electras, 1961                                       |
| 1965 | Three Bells                                         | — | — | — | UK17 (10 Wo.)UK | — | Erstveröffentlichung: 27. November 1964 Brian Poole and the Tremeloes Musik: Jean Villard; engl. Text: Bert Reisfeld Original: Édith Piaf et les Compagnons de la Chanson, 1946         |
| 1965 | I Want Candy Brian Poole Is Here!                   | — | — | — | UK25 (8 Wo.)UK | — | Erstveröffentlichung: 16. Juli 1965 Brian Poole and the Tremeloes Autoren: Gerald Goldstein, Bert Russell, Richard Gottehrer, Bob Feldman Original: The Strangeloves, 1965              |
| 1967 | Here Comes My Baby Here Come the Tremeloes          | DE14 (12 Wo.)DE | — | — | UK4 (11 Wo.)UK | US13 (12 Wo.)US | Erstveröffentlichung: 13. Januar 1967 Autor und Original: Cat Stevens, 1967 |
| 1967 | Silence Is Golden Alan, Dave, Rick and Chip         | DE8 (12 Wo.)DE | AT4 (12 Wo.)AT | — | UK1 (15 Wo.)UK | US11 (14 Wo.)US | Erstveröffentlichung: 21. April 1967 Autoren: Bob Crewe, Bob Gaudio Original: The Four Seasons, 1964                                                                                    |
| 1967 | Even the Bad Times Are Good Here Come the Tremeloes | DE18 (12 Wo.)DE | — | — | UK4 (13 Wo.)UK | US36 (7 Wo.)US | Erstveröffentlichung: 27. Juli 1967 Autoren: Peter Callander, Mitch Murray |
| 1967 | Be Mine Suddenly You Love Me                        | — | — | — | UK39 (2 Wo.)UK | — | Erstveröffentlichung: 27. Oktober 1967 Autoren: Vito Pallavicini, Franco Sorrenti, Alfredo Ferrari, Giuseppe Moschini engl. Text: Mike Smith Original: Gli Scooters – Mi seguirai, 1967 |
| 1968 | Suddenly You Love Me                                | — | — | — | UK6 (11 Wo.)UK | US44 (10 Wo.)US | Erstveröffentlichung: 11. Januar 1968 Autoren: Lorenzo Pilot, Mario Panzeri, Gabriele Pace; engl. Text: Peter Callander Original. Riccardo del Turco – Uno tranquillo, 1967             |
| 1968 | As You Are My Little Lady                           | DE35 (2 Wo.)DE | — | — | — | — | Erstveröffentlichung (DE): 3. April 1968 UK-B-Seite von Suddenly You Love Me Autoren: Mitch Murray, Peter Callander                                                                     |
| 1968 | Helule Helule My Little Lady                        | DE20 (4 Wo.)DE | — | — | UK14 (9 Wo.)UK | — | Erstveröffentlichung: 2. Mai 1968 Autor: Daudi Kabaka engl. Text: Alan Blakley, Len Hawkes Original: Daudi Kabaka & George Agade, 1966                                                  |
| 1968 | My Little Lady                                      | DE3 (18 Wo.)DE | AT5 (20 Wo.)AT | CH1 (14 Wo.)CH | UK6 (12 Wo.)UK | — | Erstveröffentlichung: 12. September 1968 Autoren: Daniele Pace, Mario Panzeri, Lorenzo Pilat engl. Text: Alan Blakley, Len Hawkes Original: Orietta Berti – Non illuderti mai, 1968     |
| 1968 | I Shall Be Released My Little Lady                  | — | — | — | UK29 (5 Wo.)UK | — | Erstveröffentlichung: 28. November 1968 Autor: Bob Dylan Original: The Band, 1968 |
| 1969 | Hello World Greatest Hits (1970)                    | — | — | — | UK14 (8 Wo.)UK | — | Erstveröffentlichung: 6. März 1969 Autor: Tony Hazzard |
| 1969 | (Call Me) Number One                                | DE3 (14 Wo.)DE | AT5 (12 Wo.)AT | CH5 (9 Wo.)CH | UK2 (14 Wo.)UK | — | Erstveröffentlichung: 20. Oktober 1969 Autoren: Alan Blakley, Len Hawkes |
| 1970 | By the Way Master                                   | — | — | — | UK35 (6 Wo.)UK | — | Erstveröffentlichung: 27. Februar 1970 Autoren: Alan Blakley, Len Hawkes |
| 1970 | Me and My Life Master                               | DE6 (19 Wo.)DE | AT5 (12 Wo.)AT | — | UK4 (18 Wo.)UK | — | Erstveröffentlichung: 21. August 1970 Autoren: Alan Blakley, Len Hawkes |
| 1971 | Right Wheel, Left Hammer, Sham                      | DE31 (3 Wo.)DE | AT12 (4 Wo.)AT | — | — | — | Erstveröffentlichung: 22. Januar 1971 Autoren: Alan Blakley, Len Hawkes |
| 1971 | Hello Buddy                                         | DE16 (19 Wo.)DE | — | — | UK32 (7 Wo.)UK | — | Erstveröffentlichung: 18. Juni 1971 Autoren: Alan Blakley, Len Hawkes |
| 1971 | Too Late (To Be Saved)                              | DE33 (6 Wo.)DE | — | — | — | — | Erstveröffentlichung: 22. Oktober 1971 Autoren: Alan Blakley, Len Hawkes |
| 1971 | I Like It That Way                                  | DE49 (2 Wo.)DE | — | — | — | — | Erstveröffentlichung: 5. Mai 1972 Autoren: Alan Blakley, Len Hawkes |
| 1973 | Blue Suede Tie                                      | DE38 (5 Wo.)DE | — | — | — | — | Erstveröffentlichung: 17. November 1972 Autoren: Alan Blakley, Len Hawkes |
| 1973 | Ride On                                             | DE16 (18 Wo.)DE | — | — | — | — | Erstveröffentlichung: 6. April 1973 Autoren: Alan Blakley, Len Hawkes |
| 1974 | Good Time Band                                      | DE43 (1 Wo.)DE | — | — | — | — | Erstveröffentlichung: 11. Oktober 1974 Autoren: Alan Blakley, Len Hawkes |
| 1983 | Words As It Happened                                | — | — | — | UK91 (1 Wo.)UK | — | Erstveröffentlichung: März 1983 Autoren: Robert Fitoussi Original: F. R. David, 1982 |

grau schraffiert: keine Chartdaten aus diesem Jahr verfügbar
Weitere Singles
- 1962: Twist Little Sister (Brian Poole and the Tremeloes; VÖ: 20. April)
- 1962: Blue (Brian Poole and the Tremeloes; VÖ: 21. September)
- 1963: A Very Good Year for Girls (Brian Poole and the Tremeloes; VÖ: Januar)
- 1963: Keep on Dancing (Brian Poole and the Tremeloes; VÖ: März)
- 1965: After Awhile (Brian Poole and the Tremeloes; VÖ: 9. April)
- 1965: Good Lovin’ (Brian Poole and the Tremeloes; VÖ: 5. November)
- 1966: Please Be Mine (Brian Poole and the Tremeloes; VÖ: 13. Mai)
- 1966: Blessed (VÖ: 10. Juni)
- 1966: Good Day Sunshine (VÖ: August)
- 1969: Once on a Sunday Morning (Cuando sali de Cuba) (VÖ: 13. Juni)
- 1973: Make or Break (als The Trems; VÖ: 27. Juli)
- 1974: Do I Love You (VÖ: 25. Januar)
- 1974: Rag Doll (VÖ: 31. März)
- 1974: Say O. K. (Say Ole You Love Me)
- 1975: Someone Someone (VÖ: 14. Februar)
- 1975: Rocking Circus (als Space; VÖ: 25. April)
- 1975: Be Boppin’ Boogie (VÖ: 8. August)
- 1975: Hard Woman
- 1978: Ging Gang Goolie
- 1978: Lonely Nights
- 1980: The Lights of Port Royal (VÖ: 4. April)
- 1981: Tremedley
- 1988: Silence Is Golden (New Recording ’88)
- 1992: Farewell & Goodbye
- 1992: African Lullaby